# Live (Sempre Noi)
Live è il secondo album pubblicato dal gruppo musicale Sempre Noi, nel 1997.
Uscito solo su musicassetta, a quattro anni di distanza dal precedente, l'album contiene la registrazione di un concerto, in cui il gruppo ripropone diversi brani dei Nomadi che venivano eseguiti nel periodo in cui ne facevano parte Paolo Lancellotti e Chris Dennis.

## Tracce
1. Ala bianca
2. Come potete giudicar
3. Canzone per un'amica
4. Per fare un uomo
5. Il pilota di Hiroshima
6. Asia
7. Un giorno insieme
8. Tutto a posto
9. Noi non ci saremo
10. Crescerai
11. La collina
12. Io vagabondo

## Formazione
- Paolo Lancellotti - batteria, percussioni
- Chris Dennis - violino, flauto, tastiere
- Joe Della Giustina - basso
- Roberto Ferniani - chitarre
- Luca Zannoni - tastiere
- Cristian Mini - voce
- Paolo Gennari - chitarre